# Gregor Rainer

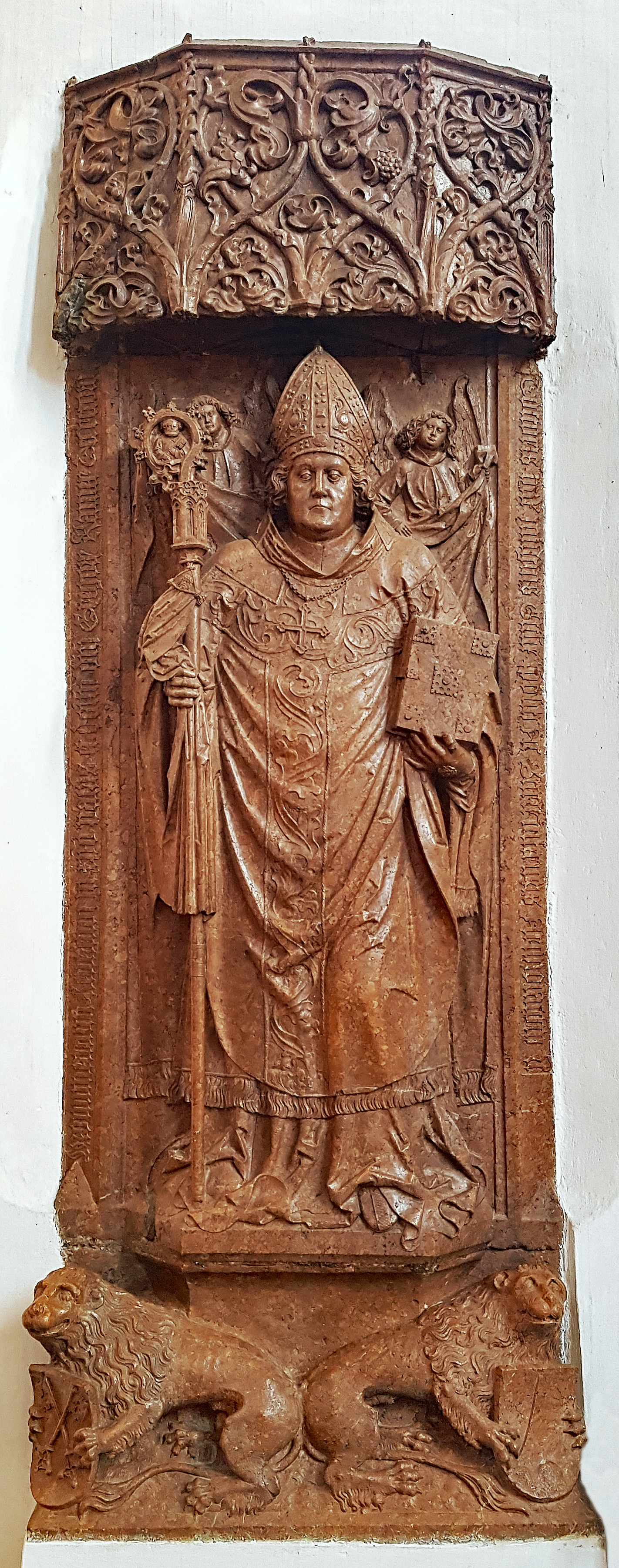
Gregor Rainer (Grabdenkmal)

Gregor Rainer (oder womöglich: Gregor Raunner, † 1522) war von 1508 bis 1522 Reichsprälat und Stiftspropst des Klosterstifts Berchtesgaden. Er sorgte u. a. mit seiner Begründung des Salzbergwerks im Berchtesgadener Revier Gollenbach für einen wirtschaftlichen Aufschwung im Berchtesgadener Land.

## Leben
Laut Joseph Ernst von Koch-Sternfeld hatten die „Rainer zu Main“ (eigentlich: „Rainer zu Rain“), denen Gregor Rainer entstammte, Güter in Straubing und Regensburg sowie ab dem 16. Jahrhundert auch in Kärnten. Eine andere Quelle vermutet eine bürgerliche Abstammung des Gregor Rainer (1497 Raunner), der ein anderes Wappen als die Rainer zu Rain führte (ein Wappen das als bürgerliches registriert war), und deshalb eine Zuweisung an diese Familie nicht realistisch erscheinen lässt. Gregor Rainer führte den Doktortitel des Kirchenrechts (doctor decretorum) und wurde 1508 Stiftspropst von Berchtesgaden im Range eines Reichsprälaten. Daneben war er ab 1512 auch Pfarrer von St. Rupert in Gratwein und damit zugleich Archidiakon der Unteren Steiermark. In Gratwein soll er 1517 auch noch eine Kaplanei gestiftet haben.
Gregor Rainer starb 1522 und fand seine letzte Ruhestätte in einer eigenen Gruft unter einer Bodenplatte unmittelbar vor dem als Hochrelief ausgeführten Grabdenkmal an der linken Chorwand der Stiftskirche St. Peter und St. Johannes der Täufer in Berchtesgaden.

## Wirken

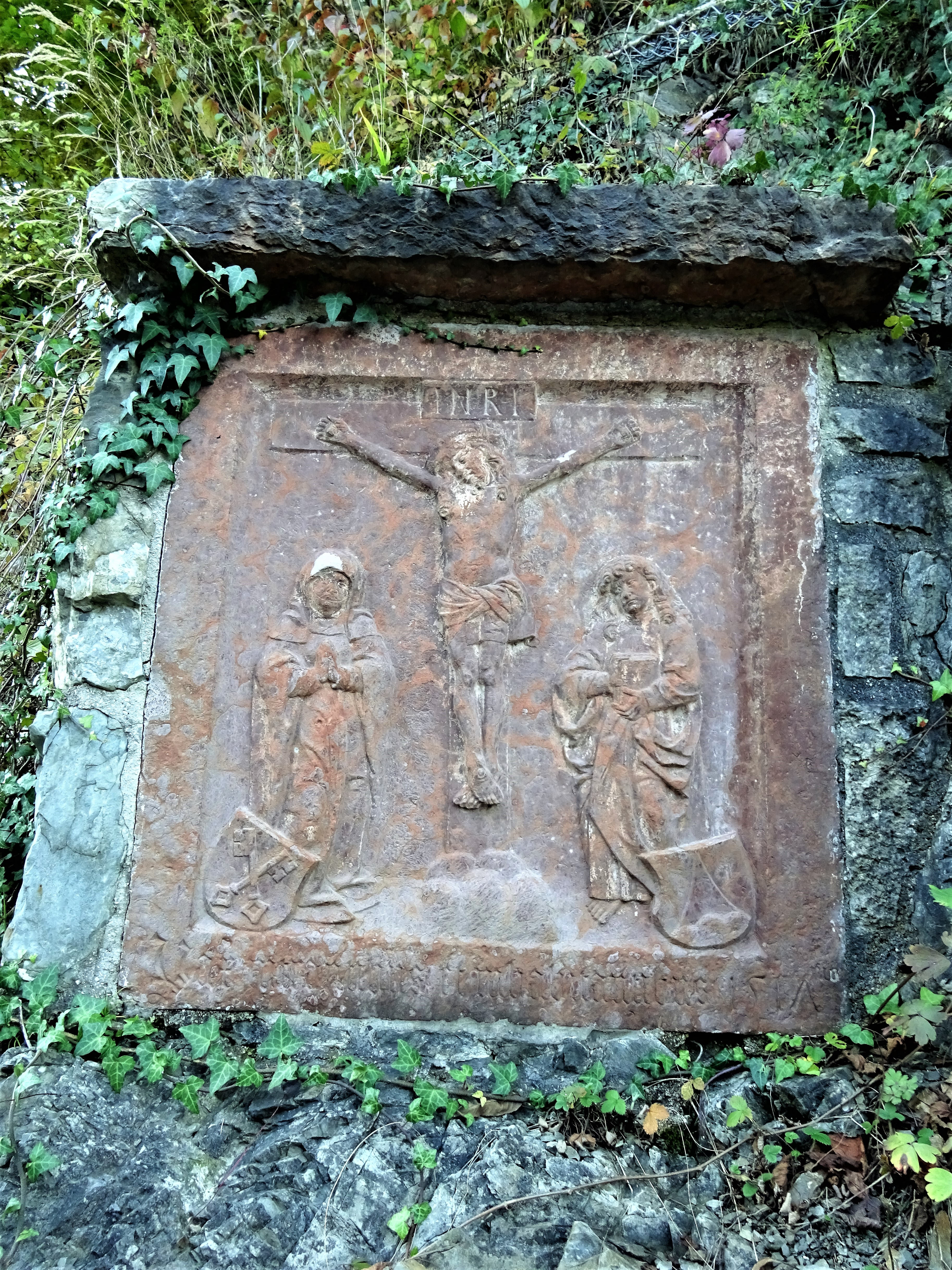
Ehemalige Grenztafel am Hangendensteinpass von Gregor Rainer (1517)

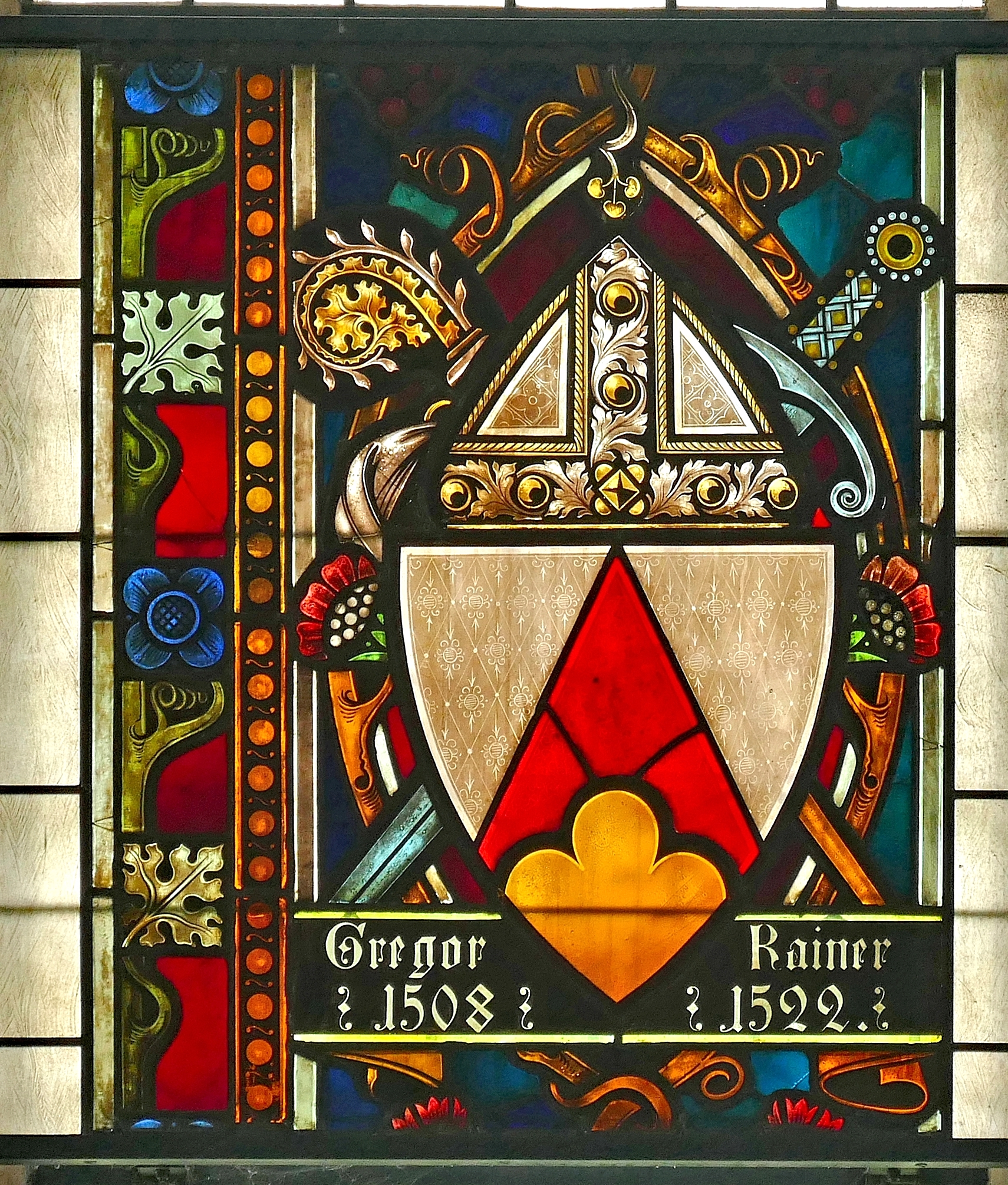
Wappen von Gregor Rainer als Kirchenfenster in der Berchtesgadener Stiftskirche

In die Regierungszeit des Gregor Rainer fiel für das „Berchtesgadener Land“ der sich bereits unter seinem Vorgänger abzeichnende Zenit eines wirtschaftlichen Aufschwungs.
Der Vertrieb von Berchtesgadener War fand seinen Höhepunkt; die Berchtesgadener Holzwarenverleger waren in Antwerpen, Cádiz, Genua, Venedig und Nürnberg vertreten.
Von ihm in Auftrag gegebene Bauten waren in Berchtesgaden die Sakristeien für die Pfarrkirche St. Andreas (1508) und für die Stiftskirche St. Peter und Johannes der Täufer (1510). 1512 ließ er für die Ramsauer Gnotschaftsbezirke die Kirche St. Sebastian errichten und sie von Berchtesgaden aus seelsorgerisch betreuen. (Erst ab 1657 wurde ein eigens für die Ramsauer Gnotschaften zuständiger Chorherr als Vikar abgestellt.) Nach Feulner ist auch die Franziskanerkirche analog zu einer Jahreszahl am Seitenportal während seiner Regentschaft im Jahr 1519 fertiggestellt worden.
Wirtschaftlich am bedeutendsten waren jedoch Rainers Forschungen nach einer Salzabbaumöglichkeit in unmittelbarer Nähe seines Regierungssitzes, die 1517 mit dem Anschlagen des „Petersberg-Stollens“ ihren erfolgreichen Abschluss fanden und das bis heute ertragreiche Salzbergwerk Berchtesgaden begründet haben. 1517 ließ er zudem eine Grenztafel (s. Abb.) am Hangendensteinpass anbringen, der als Grenzpass zum Fürsterzbistum Salzburg u. a. wegen der Konkurrenz im Salzabbau von besonderer Bedeutung war. Die Grenztafel zeigt eine Kreuzigungsgruppe und in der linken unteren Ecke das Wappen des Berchtesgadener Klosterstifts sowie in der rechten das Wappen von Gregor Rainer, in der unteren Leiste des Bildrahmens ist die lateinische Inschrift „Pax intrantibus et inhabitantibus 1517“ (Friede den Eintretenden und den Bewohnern 1517) nachzulesen.
Mit Beginn seiner Regentschaft wurden ihm als erstem Berchtesgadener Stiftspropst die „Ausschreibungen zu Kreis- und Reichstagen“ zugestellt. Demgegenüber standen aber auch kostenintensive Verpflichtungen wegen seines gleichzeitigen Ranges als Reichsprälat. Laut Reichsmatrikel des Reichstags zu Worms (1521) hatte er als erster Berchtesgadener Regent zwei Mann zu Pferd und 34 Mann zu Fuß bereitzustellen. (Zum Vergleich: Das gesamte Aufgebot Bayerns umfasste wie für Salzburg jeweils 60 Ritter und 272 Fußsoldaten.) Zehn Jahre später waren schon doppelt so viele Landsknechte vorzuhalten. Dennoch war es Rainer gelungen, viele Schulden des Klosterstifts zu tilgen.